# Lodhian Khas
Lodhian Khas è una suddivisione dell'India, classificata come nagar panchayat, di 8.546 abitanti, situata nel distretto di Jalandhar, nello stato federato del Punjab. In base al numero di abitanti la città rientra nella classe V (da 5.000 a 9.999 persone).

## Geografia fisica
La città è situata a 31° 10' 36 N e 75° 11' 05 E.

## Società

### Evoluzione demografica
Al censimento del 2001 la popolazione di Lodhian Khas assommava a 8.546 persone, delle quali 4.501 maschi e 4.045 femmine. I bambini di età inferiore o uguale ai sei anni assommavano a 1.125, dei quali 606 maschi e 519 femmine. Infine, coloro che erano in grado di saper almeno leggere e scrivere erano 5.650, dei quali 3.116 maschi e 2.534 femmine.